# 朗冰原島峰
74°10′S 66°29′W / 74.167°S 66.483°W
朗冰原島峰（英語：Lang Nunatak），是南極洲的冰原島峰，位於帕爾默地南部，處於歐文冰川源頭以西60公里，美國地質調查局根據測量和該國海軍的空中照片繪入地圖，現時由南極條約體系管理。